# (4874) Burke
(4874) Burke (1991 AW) – planetoida z grupy pasa głównego asteroid okrążająca Słońce w ciągu 4,2 lat w średniej odległości 2,6 j.a. Odkryta 12 stycznia 1991 roku.